# Bistum Luleå

Das Wappen des Bistums

Das Bistum Luleå (schwedisch Luleå stift) ist eine der dreizehn Diözesen innerhalb der evangelisch-lutherischen Schwedischen Kirche. Es besteht aus 56 Kirchengemeinden (församlingar), die zu acht Kirchenkreisen (kontrakt) zusammengefasst sind.
Geografisch erstreckt sich das Bistum über die Provinzen Västerbottens län und Norrbottens län und damit über ein Drittel des schwedischen Staatsgebietes. Damit ist es nach Fläche das größte lutherische Bistum des Landes. Es wurde erst 1904 durch Abtrennung des nördlichen Teils des Bistums Härnösand gebildet. Seit der Gründung hat sich die Mitgliederzahl stark erhöht; 2019 betrug sie 522.000, was 68,2 % der Wohnbevölkerung entspricht. Die kirchliche Arbeit findet auch in Samisch, Finnisch und Meänkieli statt.

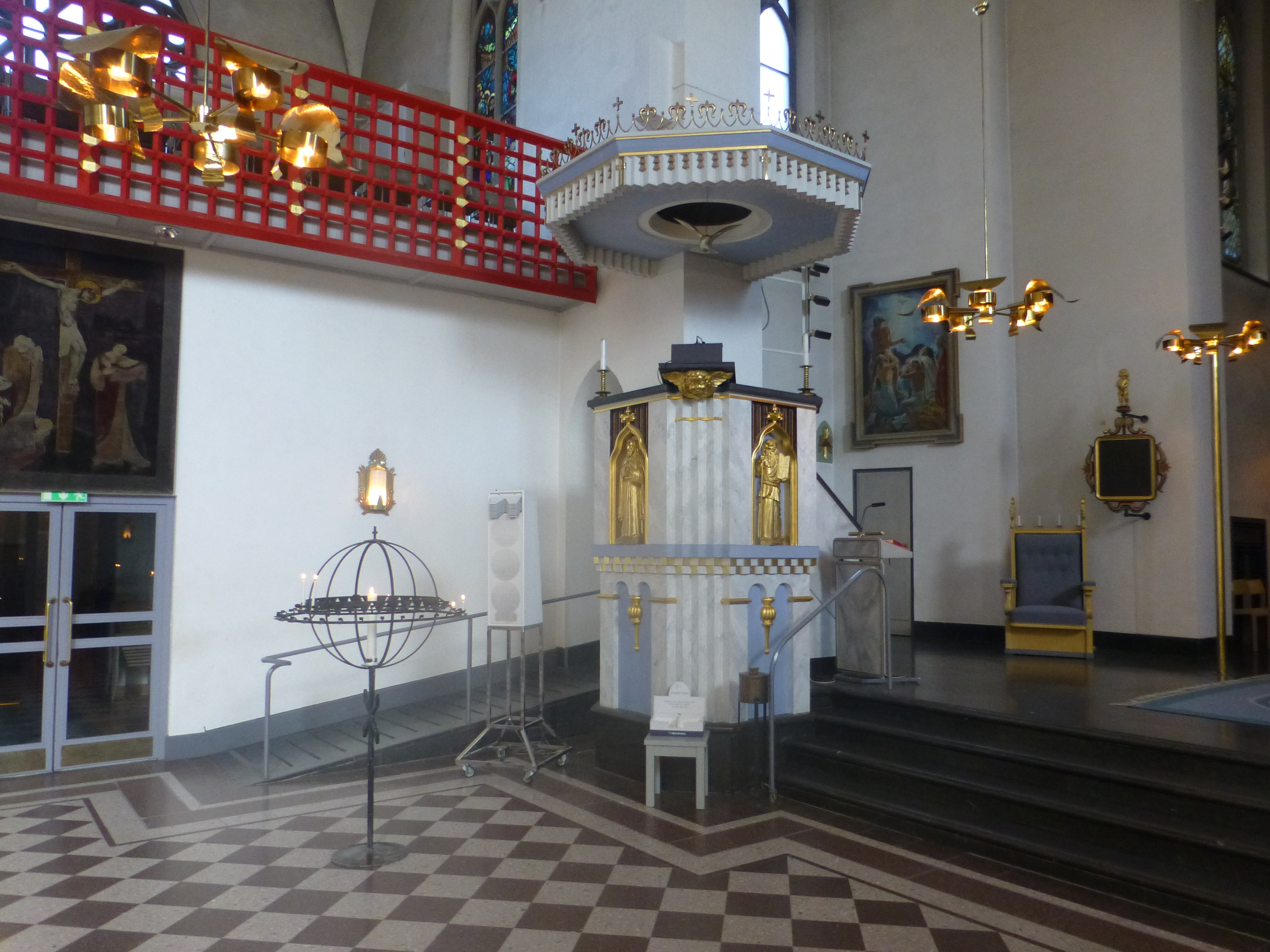
Kanzel des Doms zu Luleå

Bischofssitz ist die Stadt Luleå mit dem Dom zu Luleå als Bischofskirche. Seit 2018 ist Åsa Nyström Bischöfin von Luleå.